# Condado de Bomi
Bomi es uno de los 15 condados de Liberia. Tubmanburg es la capital del condado. En 2008 el condado tenía una población de 84 119 habitantes. Bomi tiene una superficie de 1955 km² y una densidad de 43,03 hab/km².
Bomi está dividido en cuatro distritos:
- Distrito de Dewoin
- Distrito de Klay
- Distrito de Mecca
- Distrito de Senjeh